# Europaspiele 2015/Wasserspringen
Bei den Europaspielen 2015 in Baku, Aserbaidschan wurden vom 18. bis 21. Juni 2015 insgesamt acht Wettbewerbe im Wasserspringen ausgetragen. Die Wettbewerbe fungierten gleichzeitig als Junioreneuropameisterschaften im Wasserspringen 2015. Austragungsort war das Baku Aquatics Centre.

## Ergebnisse Junioren

### Kunstspringen 1 Meter
| Platz | Sportler                   | Land                   | Punkte |
| ----- | -------------------------- | ---------------------- | ------ |
| 1     | Nikita Schleicher          | Russland               | 543,80 |
| 2     | Ilja Moltschanow           | Russland               | 512,20 |
| 3     | James Heatly               | Vereinigtes Königreich | 483,40 |
| 4     | Frithjof Seidel            | Deutschland            | 473,15 |
| 5     | Andreas Larsen             | Dänemark               | 468,45 |
| 6     | Jonathan Suckow            | Schweiz                | 463,90 |
| 7     | Ruslan Adriana Christofori | Italien                | 459,75 |
| 8     | Artyom Danilov             | Aserbaidschan          | 455,15 |
| 9     | Jordan Houlden             | Vereinigtes Königreich | 453,15 |
| 10    | Nico Herzog                | Deutschland            | 450,10 |
| 11    | Andrea Cosoli              | Italien                | 431,95 |
| 12    | Juraj Melsa                | Kroatien               | 430,95 |

Datum: 19. Juni 2015

### Kunstspringen 3 Meter
| Platz | Sportler                  | Land                   | Punkte |
| ----- | ------------------------- | ---------------------- | ------ |
| 1     | James Heatly              | Vereinigtes Königreich | 541,65 |
| 2     | Ruslan Adriano Cristofori | Italien                | 523,30 |
| 3     | Ilja Moltschanow          | Russland               | 520,35 |

Datum: 21. Juni 2015

### Turmspringen 10 m
| Platz | Sportler          | Land                   | Punkte |
| ----- | ----------------- | ---------------------- | ------ |
| 1     | Matty Lee         | Vereinigtes Königreich | 588,25 |
| 2     | Nikita Schleicher | Russland               | 556,55 |
| 3     | Alexis Jandard    | Frankreich             | 526,20 |

Datum: 18. Juni 2015

### Synchronspringen 3 m
| Platz | Sportler                          | Land                   | Punkte |
| ----- | --------------------------------- | ---------------------- | ------ |
| 1     | Ilja Moltschanow Nikita Nikolajew | Russland               | 324,69 |
| 2     | James Heatly Ross Haslam          | Vereinigtes Königreich | 286,05 |
| 3     | Frithjof Seidel Nico Herzog       | Deutschland            | 284,22 |

Datum: 20. Juni 2015

## Ergebnisse Juniorinnen

### Kunstspringen 1 Meter
| Platz | Sportlerin         | Land        | Punkte |
| ----- | ------------------ | ----------- | ------ |
| 1     | Marija Poljakowa   | Russland    | 419,45 |
| 2     | Louisa Stawczynski | Deutschland | 392,20 |
| 3     | Diana Schelestjuk  | Ukraine     | 388,45 |

Datum: 18. Juni 2015

### Kunstspringen 3 Meter
| Platz | Sportlerin            | Land                   | Punkte |
| ----- | --------------------- | ---------------------- | ------ |
| 1     | Katherine Torrance    | Vereinigtes Königreich | 448,25 |
| 2     | Jekaterina Nekrassowa | Russland               | 443,05 |
| 3     | Saskia Oettinghaus    | Deutschland            | 418,35 |

Datum: 20. Juni 2015

### Turmspringen 10 m
| Platz | Sportlerin          | Land                   | Punkte |
| ----- | ------------------- | ---------------------- | ------ |
| 1     | Lois Toulson        | Vereinigtes Königreich | 456,70 |
| 2     | Anna Tschuinyschewa | Russland               | 429,15 |
| 3     | Elena Wassen        | Deutschland            | 410,40 |
| 4     | Shanice Lobb        | Vereinigtes Königreich | 397,70 |
| 5     | Julija Timoschinina | Russland               | 363,40 |
| 6     | Fränze Jahn         | Deutschland            | 356,70 |
| 7     | Vlada Tatsenko      | Ukraine                | 343,15 |
| 8     | Anne Wilden Tuxen   | Norwegen               | 333,15 |
| 9     | Ellen Ek            | Schweden               | 330,50 |
| 10    | Saija Paavola       | Finnland               | 323,25 |
| 11    | Olqa Bikovskaya     | Aserbaidschan          | 305,75 |
| 12    | Ellen Sirkka        | Finnland               | 302,00 |

Datum: 21. Juni 2015

### Synchronspringen 3 m
| Platz | Sportlerinnen                          | Land        | Punkte |
| ----- | -------------------------------------- | ----------- | ------ |
| 1     | Louisa Stawczynski Saskia Oettinghaus  | Deutschland | 284,07 |
| 2     | Marija Poljakowa Jelena Tschernych     | Russland    | 276,90 |
| 3     | Diana Schelestjuk Marharyta Dschussowa | Ukraine     | 264,87 |

Datum: 19. Juni 2015

## Medaillenspiegel
| Rang   | Land                   | Gold | Silber | Bronze | Gesamt |
| ------ | ---------------------- | ---- | ------ | ------ | ------ |
| 1      | Vereinigtes Königreich | 4    | 1      | 1      | 6      |
| 2      | Russland               | 3    | 5      | 1      | 9      |
| 3      | Deutschland            | 1    | 1      | 3      | 5      |
| 4      | Italien                | 0    | 1      | 0      | 1      |
| 5      | Ukraine                | 0    | 0      | 2      | 2      |
| 6      | Frankreich             | 0    | 0      | 1      | 1      |
| Gesamt | Gesamt                 | 8    | 8      | 8      | 24     |